# Norman G. Baker
Norman G. Baker (* 27. November 1882 in Muscatine, Iowa; † 10. September 1958 in Miami, Florida) war ein US-amerikanischer Radiobetreiber, Unternehmer und Erfinder, der eine angebliche Heilmethode für Krebserkrankungen entwickelte, bewarb und kommerziell ausbeutete.

## Leben
Baker war das zehnte und jüngste Kind einer wohlhabenden Familie. Sein Vater John Baker soll Patente auf 126 Erfindungen besessen haben, seine Mutter Frances Mary (geborene Anshulz) war vor ihrer Heirat als Autorin tätig.
Obwohl zunächst in Vaudeville-Shows tätig, zeigte sich bald Bakers Talent als Erfinder und Konstrukteur von Maschinen. Er erfand und vermarktete erfolgreich das „Tangley Automatic Air Calliope“, eine luftbetriebene Variante der als „Calliope“ bekannten Dampforgel. Baker gründete für seine Aktivitäten verschiedene Unternehmen. Daneben betrieb er unter dem Namen „Charles Welch“ eine eigene Vaudeville-Truppe, die unter anderem Vorführungen mit Mentalisten und Gedankenlesern anbot.
In den 1920er Jahren begann Baker, sich im aufkeimenden Geschäftsbereich des Rundfunks zu betätigen. Ab 1925 betrieb er in Muscatine eine Radiostation namens KTNT (Know The Naked Truth). Er nutzte dieses Medium, um tatsächliche und vermeintliche Monopolisten wie AT&T zu attackieren. Baker gab auch eine Tageszeitung heraus, die er ebenso wie seine Radiostation zu Kampagnen gegen überall vermutete Verschwörungen einsetzte. So kämpfte er etwa gegen Tuberkulose-Tests für Rinder, Fluoridierung von Trinkwasser, Schutzimpfungen und Aluminium-Kochgeschirr, die er alle als krebserregend ansah. Baker engagierte sich in verschiedenen Interessenvertretungen, die er teilweise selbst gegründet hatte.
Basierend auf einer angeblichen Methode zur Krebsheilung von Charles Ozias entwickelte Baker seine eigene Krebskur, die er über seine Radiostation intensiv bewarb. 1930 betrieb er in Muscatine das „Baker Institute“, das den überführten Schwindler Harry Hoxsey beschäftigte. In teuren Kuren verabreichten sie angeblich heilende Injektionen. Das Journal of the American Medical Association (JAMA) beschuldigte Baker der Quacksalberei. Der Staat Iowa eröffnete ein Verfahren gegen Baker und seine Mitarbeiter wegen medizinischer Aktivitäten ohne entsprechende Lizenz. Baker verlor das Verfahren 1931 und damit seine lukrative Einnahmequelle. Im gleichen Jahr wurde seine Rundfunklizenz nicht mehr verlängert.
1932 bewarb sich Baker als Gouverneur von Iowa. Er erhielt nur einige Hundert Stimmen, es wurde jedoch weiterhin über ihn berichtet. Er bediente sich populistischer Argumentation gegen bestehende Eliten und vermeintliche Verschwörungen sowie gegen Juden und Katholiken. 1936 berwarb er sich erneut und gewann immerhin einige Tausend Stimmen.
Ab 1933 betrieb Baker in Nuevo Laredo am Rio Grande in Mexiko, direkt an der Grenze zu Texas, eine Radiostation, die er zur Verbreitung seiner Botschaften in den Vereinigten Staaten nutzte. In einer Klinik in Nuevo Laredo wurde seine Krebskur praktiziert, die über Bakers Radiosender reichlich Kundschaft gewann.
1937 eröffnete Baker in Eureka Springs in Arkansas eine neue Klinik im ehemaligen Luxus-Resort Crescent Hotel. Mit seiner Partnerin Thelma Yount machte er riesige Gewinne. Wiederum wurde er als Quacksalber beschuldigt. 1941 wurde er wegen Postbetrugs verurteilt und verbrachte gut drei Jahre bis Juli 1944 im Bundesgefängnis Leavenworth. Das Crescent Hotel wurde geschlossen und der Radiosender in Nuevo Laredo ging außer Betrieb. Trotz Bakers Versuch, den Verkauf der technischen Einrichtung zu verhindern, wurde das Material 1945 an den texanischen Sender „Alamo Broadcasting“ verkauft.
1946 wollte Baker in Muscatine eine Forschungseinrichtung zur Krebsheilung eröffnen, erhielt jedoch „im Interesse der Öffentlichkeit“ keine Erlaubnis dafür. Er zog sich nach Miami zurück, wo er am 10. September 1958 an einer Zirrhose starb. Er wurde in Muscatine beigesetzt.